# ブータン郵便公社
座標: 北緯27度28分25.6秒 東経89度38分19.4秒 / 北緯27.473778度 東経89.638722度
ブータン郵便公社（ブータンゆうびんこうしゃ、英語：Bhutan Postal Corporation Ltd.）は、ブータンにおいて郵便事業を管轄する公社である。しばしばブータン郵便（英語：Bhutan Post）と略称される。

## 沿革
ブータンにおける郵便事業は、1996年まで逓信省傘下の郵便電信局が管轄していたが、独立した運営が可能な組織に権限を委譲するというブータン政府の方針を受けて、1996年10月1日にブータン郵便公社が発足した。1999年ブータン郵便公社法に基づき、同社の取締役は政府によって任命され、社長は政府の郵政事業を担当する大臣が務める。 ブータンは1969年に万国郵便連合に加盟し、1983年にはアジア太平洋郵便連合に加盟した。

## サービス

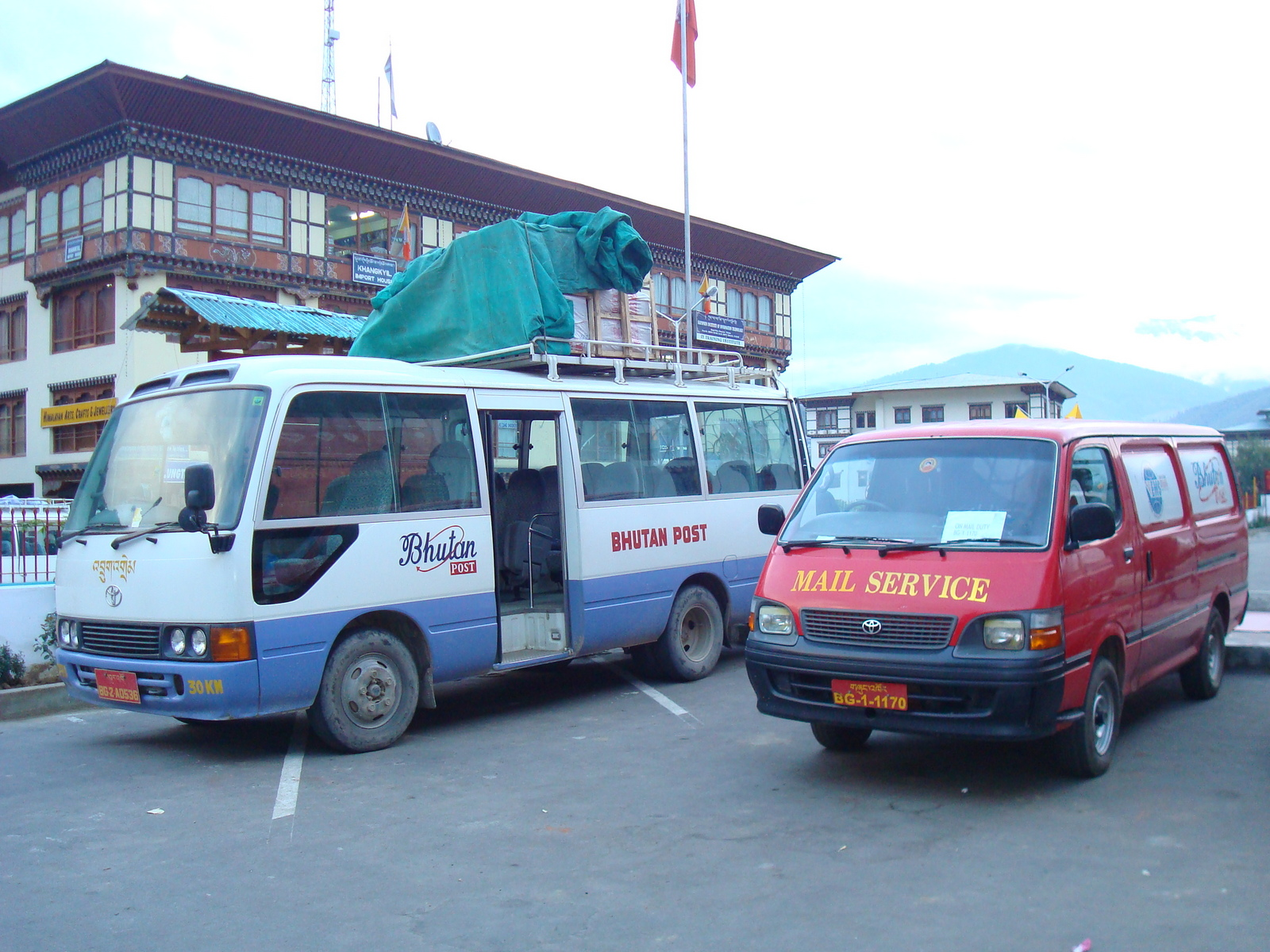
ブータン郵便メールエクスプレスバスと配達車

第一号局は1962年10月10日にプンツォリンに開設された。1964年に3局だった郵便局数は、1971年の33局、1978年の72局（支局、及び代理局を含む）を経て、1988年には83局にまで増加した。2006年には正規郵便局は47局に減少したが、代理郵便局は43局に増加した。2010年時点で、同公社は郵便局43局（プンツォリン、及びティンプーの総合郵便局2局を含む）と地域郵便局（代理郵便局の新たな呼称）33局を擁する。ブータン郵便は通常の書簡郵便サービスのほか、国内及び国際速達サービス、及び郵便趣味サービスを提供しているほか、マネーオーダーやウエスタンユニオンサービスなど、さまざまな金融サービスを展開している。 1999年ブータン郵便公社法に基づき、ブータン郵便は同国内の定型書簡の取り扱いを独占している。
2015年11月、ブータン郵便公社はティンプーの総合郵便局ビル1階にブータン郵政博物館を開設した。
ブータン郵便は、ブータン国内に加えて、インドとの国境に位置するプンツォリンとインドのコルカタを結ぶ輸送網を運営しており、郵便・旅客輸送を行っている。

## 特別切手の発行
ブータン郵便は1974年から1992年の間、政府間切手収集法人（IGPC）と国際市場で販売するための数種類の特別切手を毎年発行する契約を結んでおり、年間最大11万ドルの使用料を受領していた。

## 郵便番号
2010年、ブータン郵便は万国郵便連合の協力を得て同国で初となる郵便番号制度を導入した。郵便番号はブータン郵便公社のウェブサイトより検索可能である。